# مفاتیح‌الحیات
مفاتیح‌الحیات، کتابی حدیثی-رفتاری از عبدالله جوادی آملی است که به جلد دوم و مکمل مفاتیح‌الجنان، شهره شده‌است و تأکید آن، بیشتر بر روایاتی است که به رفتارهای فرهنگی-اجتماعی و حوزۀ اخلاق و حقوق اجتماعی، مربوط می‌شود. این کتاب در بهار سال ۱۳۹۱ به کوشش نشر اسراء منتشر شد.
این کتاب به قلم گروهی از نویسندگان حوزۀ علمیۀ قم، تحت نظارت جوادی آملی، به نگارش درآمد.
جوادی آملی در خطبۀ نماز جمعۀ ۲۱ تیرماه ۱۳۸۷ بر ضرورت نگارش جلد دوم مفاتیح با تمرکز بر تبیین مسائل روزمره زندگی مردم این گونه تأکید کرده بود: «جلد دوّم مفاتیح الجنان جایش خالی است که إن شآءَ الله یک عدّه‌ای باید بنویسند تا معلوم بشود دین تنها این نیست که ما زیارت بکنیم و ذکری بگوییم... امّا دین تنها اینها نیست!... گوشه دیگر هم همین ائمه فرمودند... در باب اطعمه و اشربه ملاحظه بکنید... از این روایات که مفاتیحِ حیات ماست، فراوان است...»

## نشر
این کتاب به کوشش مرکز نشر اسراء قم در بهار ۱۳۹۱ به چاپ رسید و در اولین عرضۀ آن در نمایشگاه بین‌المللی کتاب تهران در تابستان ۱۳۹۱ با استقبال بسیار زیادی مواجه شد. انتشار آن در طی دو سال اول با بیش از ۱۵۰ بار تجدیدچاپ و نزدیک به ۷۵۰ هزار نسخه (۱۴۹ چاپ و هر چاپ در شمارگان ۵۰۰۰ نسخه) آن را در ردیف یکی از پرفروش‌ترین کتاب‌ها قرار داد.
پس از ۱۷۸ بار چاپ، ویراست دوم کتاب منتشر شد و تا بهمن ۱۳۹۳ به چاپ ۱۹۰ رسید که ویرایشهای جدید همراه با اصلاحات و اضافاتی است.

## بخشهای کتاب
موضوعات این کتاب در ۵ بخش موضوعی تقسیم‌بندی شده و بیش از ۶هزار حدیث در آن به کار رفته‌است. کتاب از فصل‌های متعددی تشکیل شده و در هر فصل احادیث معتبری در خصوص موضوعات آن فصل ارائه شده‌است. «مسافرت، امکانات زندگی، نظافت و بهداشت، لباس و پوشش، خواب و بیداری، صله رحم، درآمد و مسائل اقتصادی، نگهداری حیوان، درختکاری و...» از جمله بخش‌های این کتاب مفید و کاربردی و خواندنی است.
مفاتیح الحیاة ۵ بخش و یک خاتمه دارد:
- بخش اول، تعامل انسان با خود می‌باشد. برخی فصل‌های این بخش: تفکر، یادگیری، حفظ تن، نظافت، خوردن، لباس، آراستگی، مسکن، مسافرت، خواب، تفریح، ورزش و... است. بر اساس بخش اول این کتاب تعامل انسان با خود مورد توجه قرار گرفته‌است. در این بخش به آبادانی زمین توسط انسان اشاره شده‌است. همچنین به اهمیت تفکر و تدبر در بیان امامان شیعه پرداخته شده‌است. برای نمونه عبادت واقعی، تفکر در کار خداوند دانسته شده‌است. در ادامه به بحث اجتناب از تکلف و دشواری اشاره شده‌است که بر اساس آن روایاتی نقل می‌شود که متکلفان مورد بی مهری پبامبر اسلام قرار می‌گیرند و به سختی نکوهش می‌شوند.[۱۰]
- بخش دوم، تعامل انسان با همنوعان است که شامل فصل‌های خویشاوندان، مسلمانان، بیگانگان، مستضعفان، دشمنان، شهروندان و... است.
- بخش سوم، تعامل مردم و نظام اسلامی است که شامل: نظام سیاسی، نظام اجتماعی، شهرداری، امور اقتصادی و... است.
- بخش چهارم، تعامل انسان با حیوان است که شامل نگهداری حیوان، بهره‌گیری از حیوان، حقوق حیوان، و... می‌باشد.
- بخش پنجم، تعامل انسان با محیط زیست است که شامل محیط زیست، خاک، درختکاری، فضای سبز، باد و باران، دریاها، راه‌ها، مواد سوختی، گردشگری و... است.
- بخش خاتمه، شامل کارها در روزهای ماه قمری، سنت‌ها و... است.

## ترجمه به دیگر زبان‌ها
کتاب مفاتیح الحیات، به‌طور کامل، به زبان اندونزیایی، ترجمه می‌شود.